# Johannes Indagine

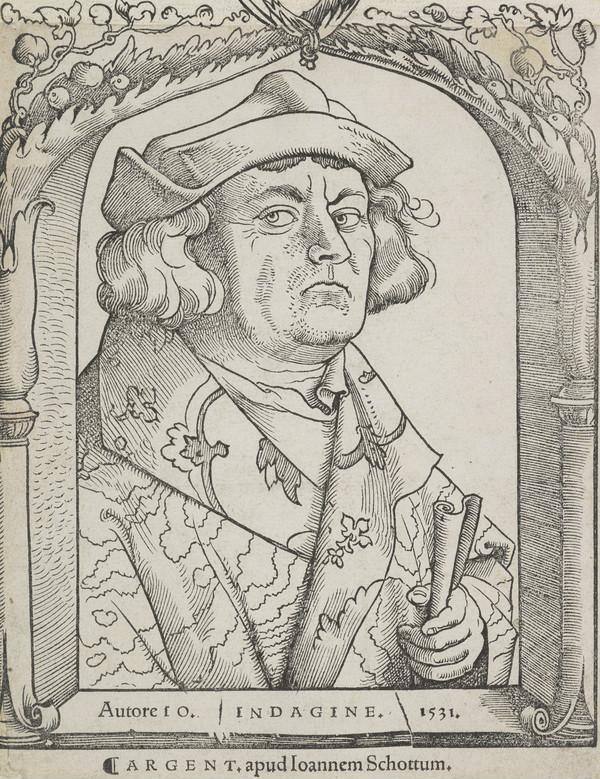
Johannes Indagine († 1537) door Hans Baldung (1484 / 1485 - 1545)

Niet te verwarren met de Benedictijner abt Johannes de Indagine († 1469) of de Kartuizer priester Johannes de Indagine (circa 1415–1475)
Johannes Indagine, ook (Johann) de Indagine, ab Indagine of von Hagen (* op zijn laatst 1467 in Hayn, waarschijnlijk Dreieichenhain; † 25 maart 1537 in Steinheim am Main) was een Duitse priester, astroloog en handlijnkundige.

## Leven
Indagines exacte herkomst en achtergrond zijn onbekend. Hij had waarschijnlijk een burgerlijke of boerenachtergrond, en kwam uit een plaats genaamd Hayn, in het Keurvorstendom Mainz, waarschijnlijk Dreieichenhahn bij Frankfurt am Main. Hij had voor zijn tijd een behoorlijke kennis van de natuurwetenschappen, theologie en recht, het is echter onbekend waar en hoe hij die kennis heeft opgedaan. De eerste verifieerbare datum uit zijn leven is 8 oktober 1488, toen hij pastoor werd van Steinheim am Main (bij Hanau). Dit ambt vervulde hij tot aan zijn dood in 1537. In zijn ambtsperiode werd de parochiekerk van Steinheim uitgebreid met een laat-Gotisch koor. Verder is bekend dat er zich conflicten voordeden met de Abdij van Seligenstadt over het patronaatsrecht.
In 1514 reisde Indagine namens de Aartsbisschop van Mainz, Albrecht van Brandenburg, naar Rome om diens pallium door de Paus te laten zegenen. Na zijn terugkeer werd hij in 1515 kanunnik van de Sint-Leonarduskerk (Frankfurt). Van 1521 tot 1528 was hij deken van het Sticht Sint Leonardus in Frankfurt.
Na zijn reis naar Rome wees Indagines op verschillende misstanden in de Kerk, onder andere in de opdracht bij zijn 1522 gepubliceerde werk Introductiones apotelesmaticae. Hij sympathiseerde met de Reformatie. In April 1521 ontmoette hij als deken Maarten Luther in Frankfurt, op diens doorreis naar de Rijksdag te Worms. Op 1 juli 1522 beschreef hij zichzelf in een brief aan zijn vriend Otto Brunfels als een belijder van de Evangelische waarheid, en getuigde hij van zijn liefde voor het onlangs ontstoken licht van het evangelie. Onder de indruk van de boerenoorlog wendde hij zich echter weer af van de Reformatie en bleef hij de katholieke kerk trouw.

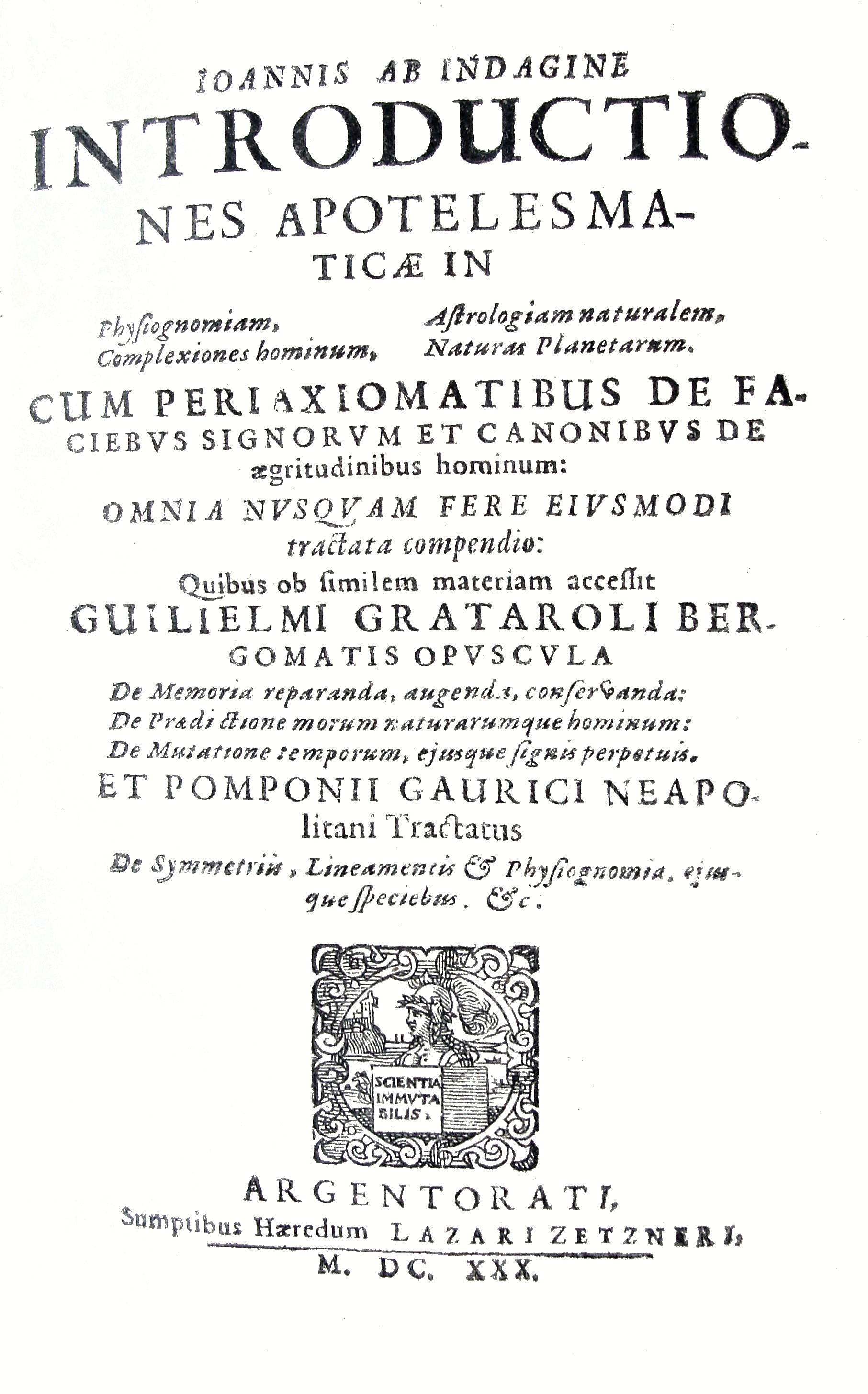
Titelblad van Johannes Indagine, Introductiones apotelesmaticae

Indagine geniet een zekere bekendheid op het gebied van de astrologie en de handlijnkunde. Zijn hoofdwerk Introductiones apotelesmaticae verscheen in 1522 en werd in 1552 en in 1603 herdrukt. In 1523 publiceerde hij zijn eigen vertaling in het Duits onder de titel Die Kunst der Chiromantzey. Het werk werd tot in de late 17e eeuw herdrukt en gold enige tijd als het standaardwerk over de leer van de bouw van het lichaam, het gezicht en de handlijnen, ondanks dat het in 1559 door de Inquisitie op gezag van Paus Paulus IV op de Index librorum prohibitorum was geplaatst.
Indagine stierf op 25 maart 1537, in zijn parochie Steinheim, waar de Indaginestraße tot op heden naar hem vernoemd is.

## Werken
- Introductiones apotelesmaticae elegantes in chyromantiam, physiognomiam, astrologiam naturalem, complexiones hominum, naturas planetarum, Straatsburg 1522
  - Vertaald in het Duits als Die Kunst der Chiromantzey, uß besehung der Hend. Physiognomey, uß anblick des menschens: Natürlichen Astrologey nach dem lauff der Sonnen. Complexion eins yegklichen menschens. Natürlichen ynflüsß der Planeten. Der Zwölf zeichen Angesychten. Ettliche Canones zur erkantnüß der menschen kranckheiten, solicher weiß vormals nye beschriben oder gedruckt, 1523